# قراز أصفر المنقار
 قراز أصفر المنقار  (الاسم العلمي:Crax daubentoni) هو نوع من الطيور يتبع جنس القراز من فصيلة القرازية.